# 尧龙山
尧龙山位于中华人民共和国贵州省桐梓县天平乡，紧邻重庆市边界。距重庆市主城区有141公里。该山地势险峻、山高路陡，海拔为1745米，并且有着很好的自然景色。但目前尧龙山开发力度不够，登山步道有滑坡现象，而且护栏、提示标等设施尚不完善，攀登尧龙山就代表面临着极高的风险，特别是少数登山步道为沙子和碎石铺成的，特别容易打滑，十分的不安全。

## 景色
尧龙山山顶云雾缭绕。站在山顶向下眺望时，若是晴天可以看见重庆市区和綦江县城。

## 景点

### 山泉水井
尧龙山登山步道上有一口井，那是天然的山泉水井，水质甘润清甜。

### 凉风垭
凉风垭位于尧龙山的半山腰，夏天也有阵阵凉风。

### 寺庙
在尧龙山山顶，有一个寺庙叫瑞峰寺，寺庙为游客提供斋饭和住宿，也可以在那里观光。

### 天坑
天坑位于尧龙山半山腰，两面都是悬崖峭壁，中间的步道犹如一座桥，而两边悬崖的深度都在1千米左右。

## 景区交通
尧龙山有景区公路，从重庆、贵州到尧龙山可以走G75兰海高速，安稳下道，走崇溪河方向，也可以走210国道。

## 其他

### 门票
尧龙山风景区不收取门票，但需要注意安全。

### 安全
尧龙山风景区基本上没有安全设施，要注意自我保护。